# VSB-TV
VSB-TV è la filiale di Bermuda dell'emittente televisiva NBC. La stazione trasmette sul canale 11. Oltre a trasmettere l'intero palinsesto della NBC, VSB-TV produce a livello locale un telegiornale serale di circa mezz'ora che viene trasmesso alle 7 di sera, e che precede NBC Nightly News. La stazione è di proprietà di DeFontes Group, una società con sede ad Hamilton, che possiede e gestisce anche le stazioni radio nella nazione insulare.